# Польская «фабрика троллей»
Польские интернет-тролли (польская «фабрика троллей») — спонсируемые польскими политиками и организациями анонимные политические интернет-комментаторы и тролли, связанные с Польшей.
«Фабрики троллей» активно функционируют в стране в политических и коммерческих целях. Внутриполитический климат в стране характеризуется враждебностью, а партии обвиняются в использовании проплаченных «хейтеров» или «троллей» на социальных платформах и новостных порталах, что, согласно многим журналистам и политикам, является частью их стратегий онлайн-продвижения. Используя фейковые аккаунты, «фабрики троллей» пишут фейковые комментарии, привлекая представителей различных социальных групп к участию в проводимых кампаниях.
Польские СМИ обширно освещали случаи политического троллинга и интернет-манипуляций в стране. Осенью 2019 года вышло масштабное журналистское расследование о «фабриках троллей» в Польше.

## Фон
1990-е годы в Польше характеризовались появлением различных форм онлайн-коммуникаций. В 2006 году в стране появилась первая социальная сеть «NaszaKlasa», ставшая популярной и в конце 2000-х годов пережившая впечатляющий рост. Однако впоследствии польские пользователи стали всё чаще обращаться к новым онлайн-платформам.
В 2011 году общий уровень проникновения Интернета в Польше составлял около 59 % с 5,5 млн пользователей. До 2017 года уровень проникновения значительно вырос до 80 % (30,4 млн пользователей). Польские исследователи стали проявлять интерес к влиянию Интернета и социальных платформ на политическую коммуникацию в стране, также отметив неуклонно растущее значение Интернета как средства политического маркетинга в Польше. После парламентских выборов 2011 года, которые были первым случаем широкого использования Интернета кандидатами от разных партий, кампании стали профессиональнее использовать инструменты интернет-маркетинга для управления своим имиджем и мобилизации сторонников.
После парламентских выборов 2015 года среди журналистов и комментаторов появилась дискуссия о том, удалось ли консервативной партии «Право и справедливость» («ПиС») завоевать Интернет во время своей успешной кампании. Широкий консенсус сводится к тому, что «ПиС» смогла более эффективно мобилизовать своих сторонников и контролировать свой нарратив в СМИ по сравнению с партией «Гражданская платформа». Это было примечательно, поскольку традиционная демографическая база «ПиС», как правило, старше и более сельская по сравнению с их конкурентами, и не считается особо активной в Интернете. Некоторые исследователи даже предположили, что способность «ПиС» успешно привлекать и удерживать молодёжь была ключевым или вообще решающим фактором для их успеха.
В Польше наблюдается взаимодействие сил, занимающихся троллингом и разжиганием ненависти, с онлайн-платформами, которые подвергаются воздействию алгоритмов. Одним из известных примеров стал случай, когда один из польских журналистов столкнулся с оскорбительными комментариями пользователей в разделе комментариев. Несмотря на оперативное удаление этих комментариев модераторами, они оставались в сети достаточно долго для того, чтобы алгоритм индексации поисковика Google заметил их. Результатом было нежелательное автозаполнение в поиске по имени журналиста, что создавало неприятные ассоциации (например, те, кто ищет «Джон Доу», увидят «Джон Доу гей» в качестве главного предложения). Журналист обратился в компанию Google с запросом на изменение результатов автозаполнения, утверждая, что теги оказывают негативное воздействие на его репутацию. В начале Google отвергла влияние пользовательских запросов на автозаполнение, но впоследствии согласилась внести изменения.
Отсутствие нейтральных онлайн-платформ для обсуждения политики в Польше облегчило энергичным группам сторонников влияние на различные форумы. Такие группы отправляют спам и активно участвуют в дискуссиях, а их определённые активисты могут стать объектом внимания СМИ.
Популярные политические новостные порталы, такие как ONET и Virtual Poland, также оказались объектами политического троллинга и спама в комментариях. Эта проблема стала настолько значительной, что ряд новостных порталов, включая ведущую Gazeta Wyborcza, внесли изменения в структуру комментариев, чтобы затруднить взаимодействие между пользователями.

## Категории ботов
Учёные из Оксфордского университета классифицировали польских ботов на четыре условные группы.

### Правое крыло
В данную категорию включены учётные записи, открыто поддерживающие «Право и справедливость», а также ультраправые националистические аккаунты. Через свои имя пользователя или биографию они явно объявляют о своей консервативной ориентации и поддержке «ПиС». Идеология национализма и лозунги часто противоречили языку партии, что делало эти аккаунты легко идентифицируемыми. Эти учётные записи также склонны распространять гиперпартийный контент, особенно в отношении событий, таких как Смоленская катастрофа 2010 года, и ретвитить материалы, ставящие под сомнение правдивость левых СМИ, таких как TVN и Gazeta Wyborcza. Официальные аккаунты «ПиС» получают активную поддержку от ботов, что может исказить восприятие их популярности.
Националистическая нацеленность аккаунтов проявляется в агрессивной риторике, подчёркивающей, например, противопоставление «левизны» как «раковой опухоли, которая пожирает Польшу». Ретвитнутый контент часто представляет собой провокационный материал с ярко выраженной антииммиграционной, антимусульманской, антиевропейской и антипартийной направленностью. Он, например, включал решительное выражение негодования против иммиграции в Европе, ассоциировав это явление с видением свящённой войны, аналогичной крестовым походам. Темы также охватывали скептицизм по отношению к расследованиям Смоленской катастрофы. Заметным также является контент, поддерживающий оружейные и антифеминистские взгляды, связанный с ультраправыми движениями в США, представленными в лицах таких деятелей как Джек Пособец и Майк Чернович. Аккаунты систематически ретвитили материалы от новостных источников, таких как TVP, RepublikaTV и wPolityce.pl. Они также проявляли интерес к публикациям от Breitbart, InfoWars и RT.
Результаты анализа учёных указывают на превышение числа подозрительных аккаунтов правого толка более чем в два раза по сравнению с аккаунтами левого толка. Правые проправительственные и националистические аккаунты составляли большинство подозрительных аккаунтов ботов и были гораздо более многочисленны в собранных политических хэштегах, чем их левые коллеги. «Правые» аккаунты часто продвигают маргинальные точки зрения и распространяют политическую дезинформацию через маргинальные СМИ или блоги. Праворадикальные профили также активно распространяли антисемитский контент и теории заговора.
Существует слух о возможной оплате пользователей политическими партиями за комментарии на определённых платформах, но, несмотря на отсутствие убедительных доказательств, некоторые исследователи предполагают, что правые и националистические группы в Польше эффективно объединяются в онлайн-среде. Они используют закрытые группы на Facebook, групповые чаты в WhatsApp, а также мобилизацию через молодёжные организации, связанные с партиями. Эти группы предоставляют своим сторонникам конкретные указания относительно контента для распространения, мест для комментирования и способов воздействия на онлайн-дискуссии по ключевым вопросам.

### Левое крыло
Эта категория включает аккаунты, явно идентифицирующие себя с «Гражданской платформой», «Комитетом обороны демократии», «Левыми вместе», или выражающие открытое противостояние «Праву и справедливости». Такие аккаунты обычно содержат в своих описаниях хэштеги, такие как #niedlapis («не для „ПиС“»), #Stoppis («остановите „ПиС“») и #Opozycya («оппозиция»), а также ретвитят материалы от СМИ, таких как TVN и Gazeta Wyborcza, политиков и журналистов, включая Бартоша Велинского, Томаша Семоняка, Бориса Будку и других идеологически ориентированных популярных деятелей Твиттера.
Многие «левые» боты были созданы в марте 2017 года и могут быть частью согласованной кампании по борьбе с предполагаемым влиянием польской цифровой экосистемы правого толка.

### Нейтральные боты
В эту категорию включаются аккаунты, которые делились контент из разнообразных источников, включая и правые, и левые СМИ. Если политические взгляды какого-либо аккаунта не были сразу очевидны, он классифицировался как нейтральный.

### Прочие
В эту категорию входят различные учётные записи, не подпадающие под вышеописанные три категории. Сюда включаются недоступные аккаунты, «неполитические» спамеры, подтверждённые новостные издания, а также украиноязычные и русскоязычные аккаунты, связанные с Украиной и Россией.

## Деятельность в социальных сетях
Платформа Facebook выступает влиятельным источником политической информации и новостей в Польше. Facebook стала самой важной социальной сетью в стране и основным пространством для политических дебатов и обсуждений. Он стал активным политическим форумом, и уже в 2014 году «антифашистские» группы начали сталкиваться с ультраправыми группами на Facebook, массово используя отметки и жалобы, чтобы закрывать страницы и блокировать пользователей. Золотая эра этих «войн троллей» пришлась на конец 2014 и начало 2015 года, когда левые группы смогли блокировать страницы многих праворадикальных группировок. Однако в конце 2016 года эта проблема снова вышла на первый план, когда были заблокированы профили нескольких известных польских националистических групп. Это оказалось частью кампании по выявлению нарушений, организованной несколькими левыми группами в преддверии националистического парада в Варшаве.
Одна из таких групп со страницей в Facebook под названием «Организация по мониторингу расистского и ксенофобного поведения» объявила о своём вмешательстве и блокировке определённых страниц с целью пресечения потока рекламных доходов на Facebook. После давления правительства Польши Facebook восстановил работу страниц, однако инцидент вызвал споры о свободе слова в Интернете.
Несмотря на более редкое пользование польской общественностью Твиттером, эта социальная сеть остаётся значимой для польских лидеров общественного мнения, политиков и журналистов. Несколько опрошенных выразили убеждение в том, что в польском сегменте Твиттера действительно функционируют автоматизированные боты, хотя их количество на 2017 год оценивается учёными как небольшое.
В микроблоге Твиттера появлялись подозрительные аккаунты без фотографий профиля, которые активно обсуждали политические вопросы с другими пользователями. Такие аккаунты получили наименование «Яйца Шефернакера» по имени государственного секретаря в канцелярии премьер-министра Польши Павла Шефернакера, которому приписывается создание успешных онлайн-проектов «ПиС». Несмотря на проведение расследований журналистами и комментаторами в отношении некоторых из этих операций, остаются многочисленные предположения относительно методов их проведения. Значительное освещение подпольной экосистемы поддельных аккаунтов было предоставлено анонимным политическим консультантом и маркетологом, работающим в фирме, специализирующейся на коммуникационных стратегиях и имеющей опыт в создании фейковых личных данных в соцсетях. По состоянию на 2017 год, за последние 10 лет фирма создал свыше 40 тысяч уникальных идентификаторов, каждый из которых включает несколько аккаунтов в соцсетях, уникальные IP-адреса и даже сформированные личности. Эти идентификаторы образуют обширную сеть из нескольких сотен тысяч конкретных поддельных аккаунтов, которые были задействованы в польской политике и на нескольких выборах.
В ходе исследования специалистов из Оксфордского университета, где были отобраны 500 аккаунтов, представляющих 4,97 % от общего числа уникальных аккаунтов в исходном наборе данных (10 050 аккаунтов), выяснилось, что польские боты в Твиттере выделяются более частой активностью в написании твитов по сравнению со средним пользователем. Эта группа аккаунтов отвечала за непропорционально высокий объём твитов в наборе данных, состоящего из 16 937 наблюдаемых твитов, что составляет 33,8 % от общей выборки из 50 058 твитов.

## Расследование «Fundacja Reporterów»
В 2019 году журналистка Катажина Прушкевич из расследовательской организации «Fundacja Reporterów» принимала участие в «фабрике троллей» под названием Cat@net в Польше, работая за 300 евро (при этом такую сумму она предложила сама, не имея представления о рыночной цене на подобный вид деятельности). В течение полугода своей работы на фабрике троллей в рамках своего журналистского расследования ей пришлось большую часть времени посвятить написанию постов ультраправого соддержания в Твиттере.
Компания Cat@Net описывала себя как «агентство ePR, состоящее из специалистов, которые создают положительный имидж компаний, частных лиц и государственных учреждений — в основном в социальных сетях». Cat@Net управляла сотнями фейковых аккаунтов в Twitter и Facebook, которые были направлены на поддержку Польского общественного телевидения (TVP), представителей местной политической сцены как правого, так и левого толка, а также компании, специализирующейся на производстве оружия. Распространение дезинформации через Cat@Net также финансировалось государством. Благодаря трудоустройству людей с ограниченными возможностями «фабрика троллей» в Польше получала финансовые субсидии из государственного бюджета, в частности, из Национального фонда реабилитации инвалидов.
При исследовании Cat@Net было обнаружено объявление о вакансии, предлагающее работу на дому для студентов университета или выпускников с опытом в журналистике. Задачи включали создание положительного имиджа клиентов компании в социальных сетях и Интернете. Среди клиентов указывались крупные и малые компании, государственные учреждения, частные лица.
Один из первых значимых клиентов Cat@Net было TVP. Согласно анализу, проведённому лондонским аналитическим центром ISD Global по заказу Fundacja Reporterow и Investigate Europe, 14 сотрудников Cat@Net оказывали заметное влияние через свою онлайн-армию троллей. Аккаунты Cat@Net продолжали работать на TVP до весны 2019 года, поддерживая телекомпанию и проводя клеветнические кампании против его критиков. Когда Gazeta Wyborcza цитировала научный отчёт, неблагоприятный для TVP и скрытый властями, для подрыва доверия к газете была задействована «фабрика троллей». Расследование Emerging Europe установило, что компания могла использовать посредника, например, маркетинговое агентство AM Art-Media PR. В ответ на результаты расследования TVP отрицала сотрудничество с Cat@Net.
10 мая 2019 года компания приостановила деятельность в интересах TVP до дальнейших уведомлений, сосредоточившись вместо этого на Твиттер-аккаунте Анджея Сейны из Союза демократических левых сил. Кампанию Шейны поддержали в основном «левые» аккаунты Cat@Net. Эти тролли выражали похвалу и мотивацию в отношении всех твитов и постов кандидата. «Фабрика» также задействовала «правые» аккаунты для реагирования на левые посты с целью создать иллюзию популярности Шейны. Проверка фактов Investigate Europe показала, что большинство твитов о Шейне были созданы троллями. Несмотря на то, что ранее кандидат был практически неизвестен общественности, действия Cat@Net, согласно анализу ISD Global, могли привести к миллионам просмотров на его постах.
В итоге Сейна успешно прошёл в парламент, однако при проверке документов Национальной избирательной комиссии не обнаружено записей о расходах на кампанию со стороны Cat@Net, что противоречит законодательству Польши о необъявленных платежах. Сведения о компании не фигурируют и в финансовых отчётах партии. Сейна утверждал, что не имеет никаких связей с Cat@Net, и заявил, что управление его аккаунтом в Твиттере осуществляет «бывший президент мощного оружейного завода» Кшиштоф Крыстовский.
1 ноября 2019 года компания Cat@Net выпустила заявление, в котором отрицает свою принадлежность к «фабрике троллей». В заявлении говорится, что они осуществляют аутсорсинг маркетинговой деятельности и соблюдают те же правила, что и другие агентства такого рода. Компанией также категорически отрицалось использование разжигания ненависти, подстрекательства к ненависти или дезинформации в аккаунтах влиятельных лиц, которые ведут сотрудники компании. В связи с опубликованными материалами Национальный фонд реабилитации инвалидов начал расследование по выплатам Cat@Net, которые с 2015 года составили 350 тысяч евро.

## Расследование «Wirtualna Polska»
Осенью 2023 года в ходе предвыборной кампании Лукаша Мейзы, баллотирующегося от партии «Право и справедливость», портал «Wirtualna Polska» обнаружил более 100 фейковых аккаунтов, которые поддерживали политика в социальных сетях. Команда Мейзы выполняла различные задачи, включая создание фейковых профилей и привлечение внимания кандидата. Некоторые из созданных аккаунтов представлялись местными новостными порталами, а также использовались стандартные шаблоны с общими именами, фамилиями и местами жительства в Любушксом воеводстве. Портал также выявил, что некоторые фейковые профили использовали фотографии, созданные искусственным интеллектом или взятые без разрешения из других источников. Впоследствии Facebook удалил указанные фейковые аккаунты.